# آرثر ويتني (عالم)
آرثر ويتني (بالإنجليزية: Arthur Whitney)‏ (و. 1958  م) هو عالم حاسوب، ومهندس كندي.

## التعليم
تعلم في جامعة تورنتو، وجامعة ألبرتا.